# Francesco Salviati
Pour les articles homonymes, voir Salviati et Francesco Salviati (homonymie).
Francesco Salviati, pseudonyme de Francesco de' Rossi, né en 1510 à Florence et mort en 1563 à Rome, est un peintre maniériste florentin.
Il tient son nom de son fidèle protecteur, le cardinal Giovanni Salviati, l’oncle de Cosme Ier. Il est parfois surnommé Cecco ou Cecchino Salviati. Giorgio Vasari écrit que Salviati « possédait un plus beau style que tout autre à Florence à son époque. » C'était un portraitiste renommé et un fresquiste admiré pour sa rapidité d’exécution — que Vasari oppose à la lenteur de Pontormo et de Bronzino — et son habileté à mettre en scène de complexes allégories profanes ou sacrées.

## Biographie
Francesco Salviati fait son apprentissage  auprès de Giuliano Bugiardini, puis de Baccio Bandinelli, d'Andrea Piccinelli, dit Andrea del Brescianino (de 1527 à 1529) et enfin chez Andrea del Sarto (en 1529-1530).

### Premier séjour à Rome
Il part pour Rome en 1530, sur la recommandation de Benvenuto della Volpaïa. Il fait partie de ces jeunes artistes qui  arrivent à Rome après le sac de la ville par les troupes impériales, quand d’autres, de la génération précédente, la quittent pour toujours (Rosso Fiorentino, le Parmesan). Il y est rejoint par son ami Giorgio Vasari, qu’il connaît depuis l‘âge de 13 ans. Il peint une Annonciation pour la chapelle de la famille Castellani de l’église San Francesco a Ripa et seconde Antonio da Sangallo le Jeune pour la création du décor éphémère pour l’entrée de Charles Quint à Rome. Il peint sa première fresque en 1538, la Visitation de l'Oratoire San Giovanni Decollato.

### Venise
Francesco Salviati prend le chemin de Venise, où il est reçu par Giovanni Grimani, et son frère Vettor Grimani, procurateur de Saint-Marc. Il peint un panneau octogonal représentant Psyché (aujourd’hui disparu, mais connu par une gravure) pour le plafond de leur palais de Santa Maria Formosa et il s’associe avec Giovanni da Udine pour peindre les fresques du plafond de la Stanza di Apollo du même palais en 1540. Il illustre le missel Grimani de Civitade del Frish pour Andrea Grimini. On lui doit également la Déploration du Christ de la pinacothèque de Brera pour l’église du Corpus Domini de Venise. L’Arétin lui commande son portrait pour l’envoyer à François Ier (aujourd'hui disparu).
Pour les religieuses de Santa Cristina de Bologne, il peint une pala représentant une Vierge à l’Enfant. À Parme, il admire le travail du Parmesan.

### Entre Rome et Florence

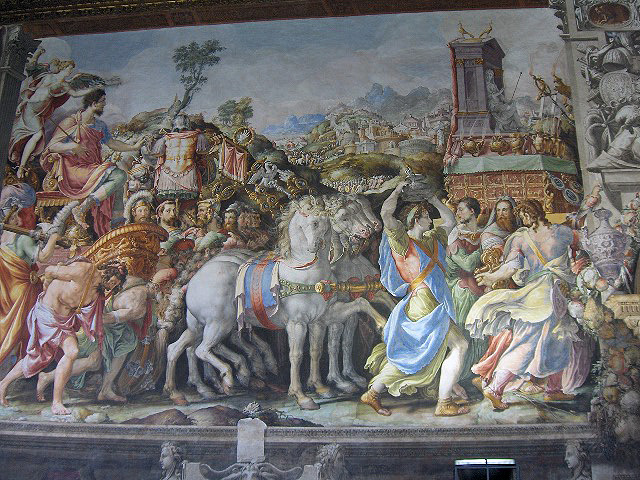
Le Triomphe de Camillus (1543), Florence, Palazzo Vecchio.

De retour à Rome en 1541, Salviati  peint pour la Stanza dell’Incendio di Borgo du palais du Vatican une fresque (aujourd’hui disparue) représentant Re Pepino (Pépin le bref). La même année, il peint La Sainte Famille au perroquet (Madrid, musée du Prado).
En 1543, il décore la salle de l‘Audience (sala dell‘Udienza) du Palazzo Vecchio à Florence. Le programme iconographique illustre les moments de la vie du général Marcus Furius Camillus, d’après  Plutarque : « La Prise de Veies » (La Conquista di Veio), « Camillus soumettant les Vosques » (Camillo che sconfigge i Volsci), « La Punition du maître de Faléries  » (La Punizione del Maestro di Falerii), « Le Triomphe de Camillus » (Il Trionfo di Camillo). Le 6 novembre 1544, il reçoit la commande de L’Incrédulité de saint Thomas (Paris, musée du Louvre) pour l’église Notre-Dame-de-Confort de Lyon.  Il peint la grande Déposition de la chapelle Dini à Santa Croce et à la fin de son séjour florentin, la Charité de la galerie des Offices. En 1548, insatisfait du traitement qu’on lui fait à Florence, il repart à Rome.

L'Incrédulité de saint Thomas
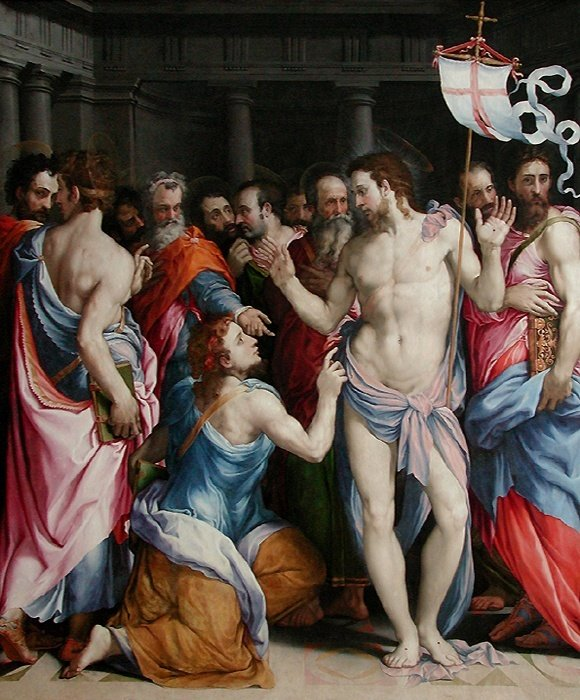
L'Incrédulité de saint Thomas (1543-1547), Paris, musée du Louvre.
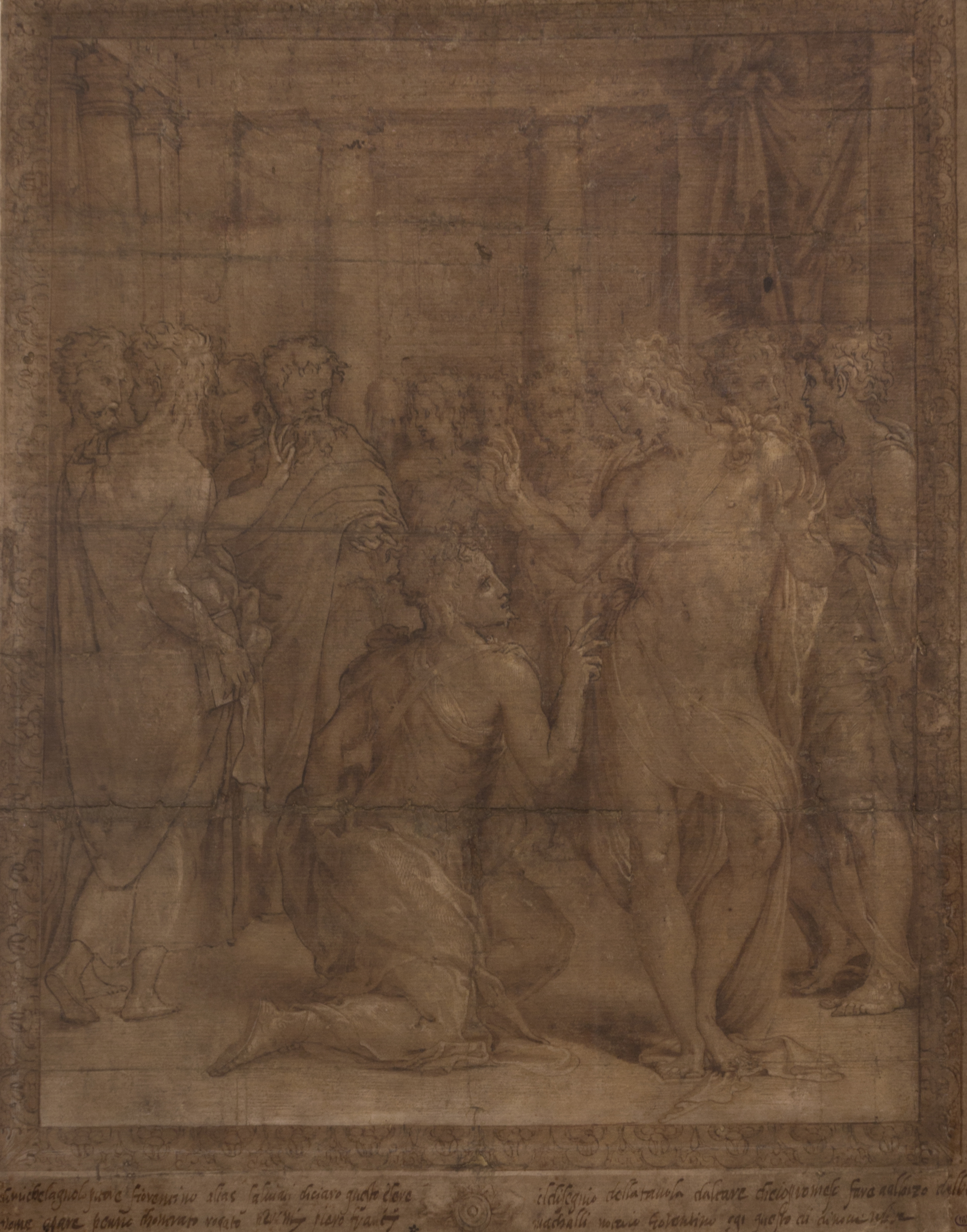
L'Incrédulité de saint Thomas, étude, Paris, musée du Louvre.

Salviati y peint  pour le cardinal Alexandre Farnèse les fresques de la chapelle du Pallio du palais de la Chancellerie. Il reçoit la commande de fresques pour l'église Santa Maria dell'Anima (1549-1550). Il reprend en 1550 la décoration de l’Oratorio San Giovanni Decollato. Il y peint deux apôtres et La Naissance de saint Jean-Baptiste. Pour le réfectoire de San Salvatore in Lauro, il exécute les Noces de Cana et les Scènes de la Genèse. En 1553, il peint les Histoires de David tirées des premier et deuxième livres de Samuel pour le salon des Mappemondes du palais Sacchetti que le cardinal Giovanni Ricci da Montepulciano vient d'acquérir. Il décore pour le cardinal Ranuccio Farnèse la salle des Fasti Farnesiani du palais Farnèse à Rome.

### Le séjour français
Francesco Salviati part pour vingt mois (entre février 1556 et l‘hiver 1557-1558) en France où il décore le château de Dampierre pour le compte du cardinal Charles de Lorraine. Il ne subsiste rien  de son travail, le château  Renaissance ayant été détruit pour faire place à un nouvel édifice construit par Jules Hardouin-Mansart dans un style classique en 1683. Il n'existe aucune autre trace du travail de Salviati en France, même si un voyageur italien cite, en 1606, dans sa description du palais Gondi à Paris, un François Ier et Charles Quint faisant la paix dû à Francesco Salviati, qu'il a peut-être peint pendant son séjour français. Il aurait également peint une Descente de Croix qui se trouvait au-dessus de l'autel de la chapelle d'Orléans au couvent des Célestins de Paris.

### Dernier séjour à Rome
Le pape Pie IV confie à Salviati et à Daniele da Volterra la décoration de la salle royale (Sala Regia) du palais du Vatican, mais il abandonne peu à peu la commande. Les quelques peintures qu’il réalise seront finalement détruites, et c’est Vasari qui achèvera l‘ensemble en 1570. Sa dernière commande est le décor de la chapelle de la Vierge de l’église San Marcello al Corso. Il laisse un tableau inachevé représentant le cardinal Salviati entouré de ses chiens (aujourd’hui disparu). Francesco Salviati meurt le 11 novembre 1563. 

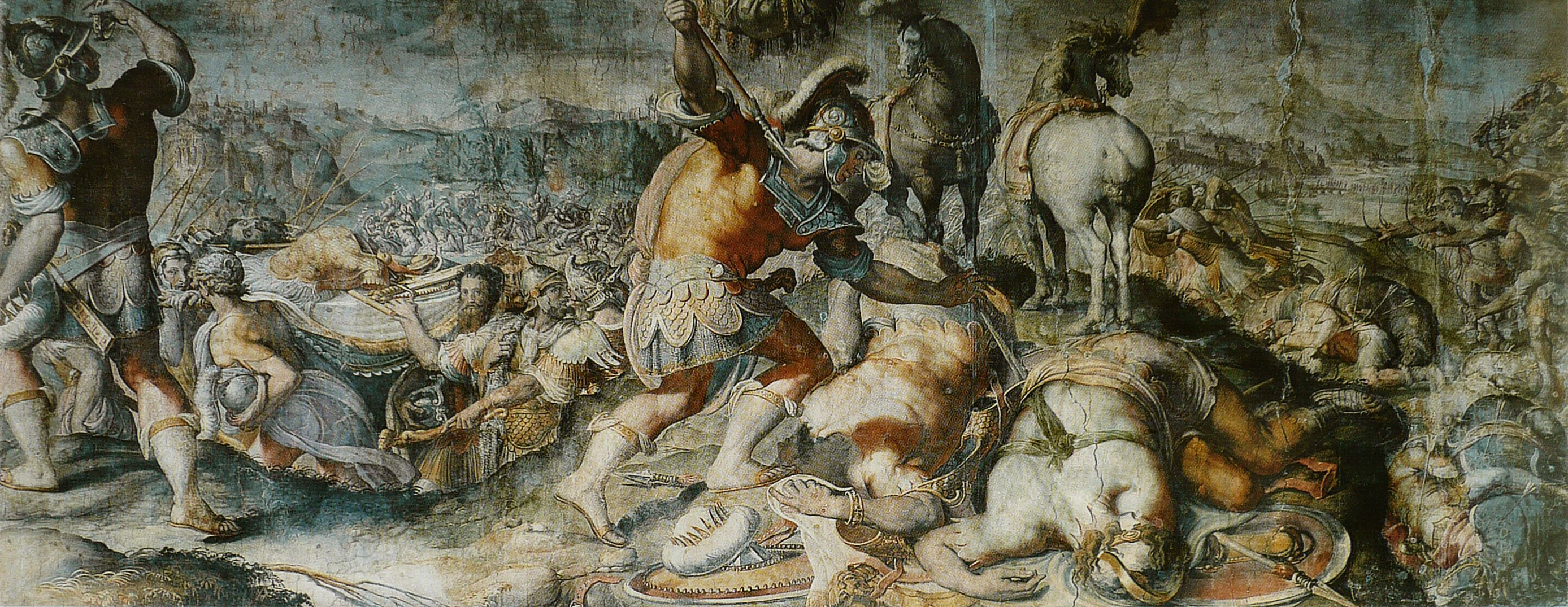
La Mort de Saül et Jonathan

## Œuvres dans les collections publiques
En Allemagne
- Munich, Alte Pinakothek : La Charité.

En France
- Paris, musée du Louvre : L'Incrédulité de saint Thomas, 1543-1547, transposé de bois sur toile, 275 × 234 cm. Commandé par Tommaso Guadani, conseiller florentin de François Ier, ce tableau était destiné à la chapelle funéraire de la famille Guadani dans l'Église Notre-Dame-de-Confort à Lyon[9].
- Paris, musée Jacquemart-André : Portrait d'un joueur de luth, vers 1529.
- Montpellier, musée Fabre : Portrait d'un sculpteur ou d'un amateur, vers 1555-1560, huile sur ardoise, 72 x 55,5 cm[10]
- Paris, Beaux-Arts : 
  - Hercule étouffant Antée[11], sanguine, H. 0,395 ; L. 0,274 m. Ce dessin, anciennement attribué à Michel-Ange, renseigne sur la très forte influence de ce dernier sur Salviati au début de sa carrière, vers 1530. Le groupe d'Hercule et Antée est un sujet souvent traité par les artistes florentins dès la fin du XVe siècle, afin d'illustrer leurs prouesses techniques dans la représentation du corps humain[12].
  - Femme vue de profil[13], plume, encre brune et lavis brun, H. 0,103 ; L. 0,078 m. Ce dessin est à rapprocher de la Tête idéale de Michel-Ange conservée au British Museum (1525 et 1528)[14].
  - Bataille devant un port : la conquête de Tunis[15], plume, encre brune, lavis brun, rehauts de blanc sur traits de pierre noire, H. 0,117 ; L. 0,148 m. Cette étude fut réalisée pour servir de modèle à l'un des grands cristaux gravés de la Cassetta Farnese, un coffret précieux commandé en 1543 par le cardinal Alessandro Farnèse. Elle témoigne d'un premier projet par Salviati qui ne fut finalement pas gravé pour le coffret. Giovanni Bernardi da Castelbolognese utilise ce modèle pour graver un médaillon en cristal de roche (The Metropolitan Museum of Art, New York)[16].
  - Le Char de la lune et du soleil[17], pierre noire, plume, encre brune, lavis brun, rehauts de blanc sur papier bleu, H. 0,269 ; L. 0,416 m. Ce dessin est sans doute un témoignage de la production de Salviati dans le domaine des décors éphémères. Sa destination est difficile à établir en raison de son iconographie complexe et difficilement identifiable. Il pourrait s'agir d'un projet pour un décor de théâtre ou une étude pour l'une des fresques illustrant le Triomphe de Marcus Furius Camillus, peintes par Salviati dans la Salle des Audiences du Palazzo Vecchio à Florence pour célébrer la gloire de Cosimo Ier (1543-1545)[18].
  - Trois hommes nus[19], plume, encre brune et lavis brun sur papier beige, H. 0,170 ; L. 0,155 m. Cette feuille unique dans tout l'art italien du XVIe siècle met en scène l'étreinte de trois hommes nus. Elle est sans doute destinée à un commanditaire privé intime ou ami de Salviati[20].
  - La Visitation[21], atelier de Francesco Salviati, pierre noire, plume, encre brune, lavis brun, rehauts de blanc sur papier brun, H. 0,376 ; L. 0,296 m. La feuille porte des traces de piqûres pour le report, ce qui laisse supposer qu'il s'agit d'une étude destinée à un tissu de procession, une soierie ou une tapisserie. De 1535 à 1538 Salviati fournit de nombreux projets dans ce domaine. Cette production est aussi importante dans l'œuvre de ses collaborateurs[22].

En Italie
- Florence, musée des Offices :
  - Le Gentilhomme à la lettre, après 1543, huile sur bois, 85 × 108 cm[23].
  - Déposition de Croix, 1543-1548, huile sur bois, 77 × 53 cm. Provient de la chapelle du Palazzo Ricasoli (it) de Florence[23].
  - La Charité, 1543-1548, huile sur bois, 156 × 122 cm[23]
  - L'Adoration des bergers, huile sur bois, 85 × 108 cm[23].
- Rome, palais Sacchetti, salle d'audience : David dansant devant l'Arche d'alliance, 1552-1554, fresque.
- Rome, église Santa Maria dell'Anima, Descente de croix.
- Venise, palais Grimani:
  - Dispute entre Apollon et Marsyas, dans la Chambre d'Apollon, fresque.
  - Adoration de Psyché, dans la Chambre de Psyché, toile.

Œuvres de Francesco Salviati
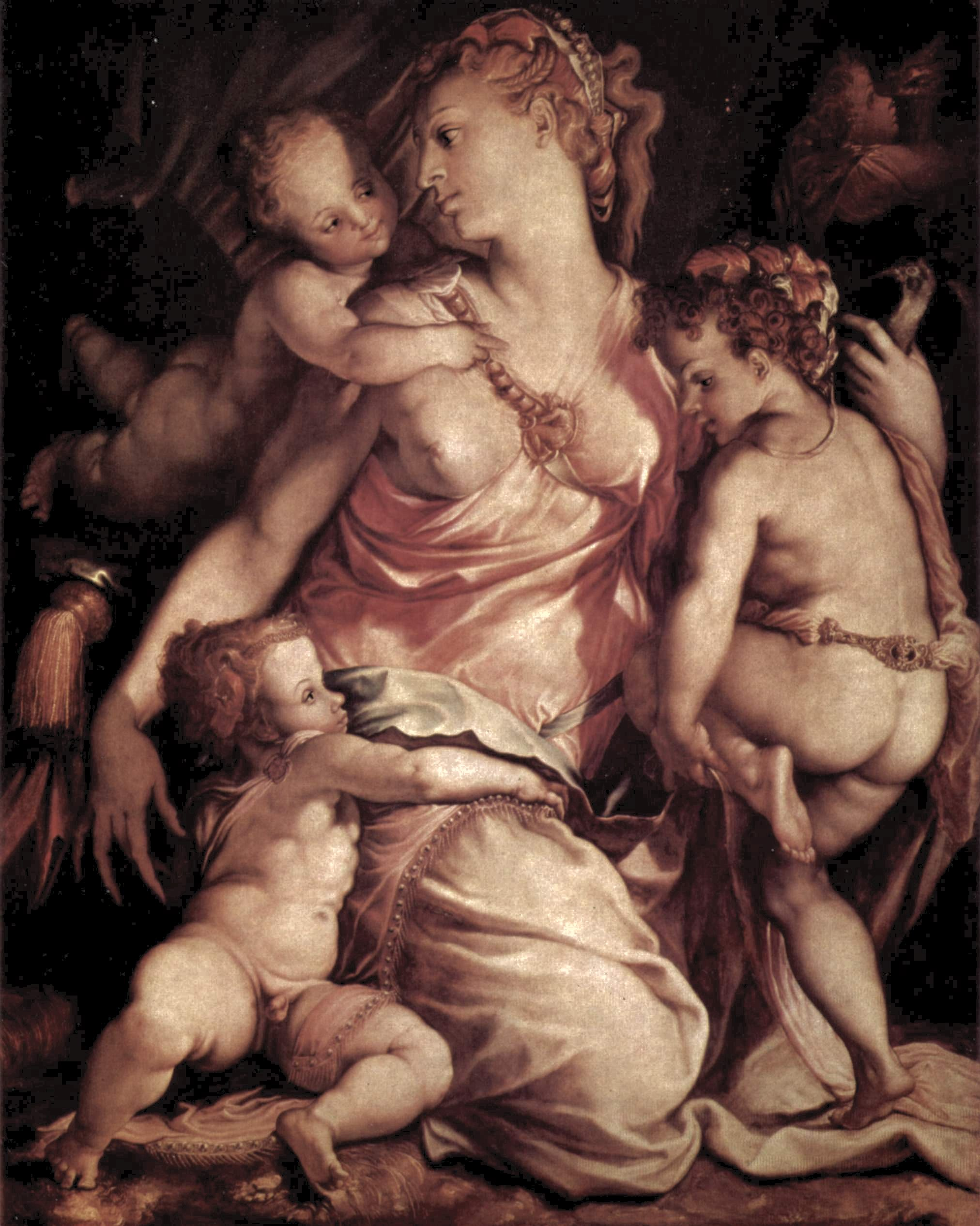
La Charité (1543-1548), Florence, musée des Offices.
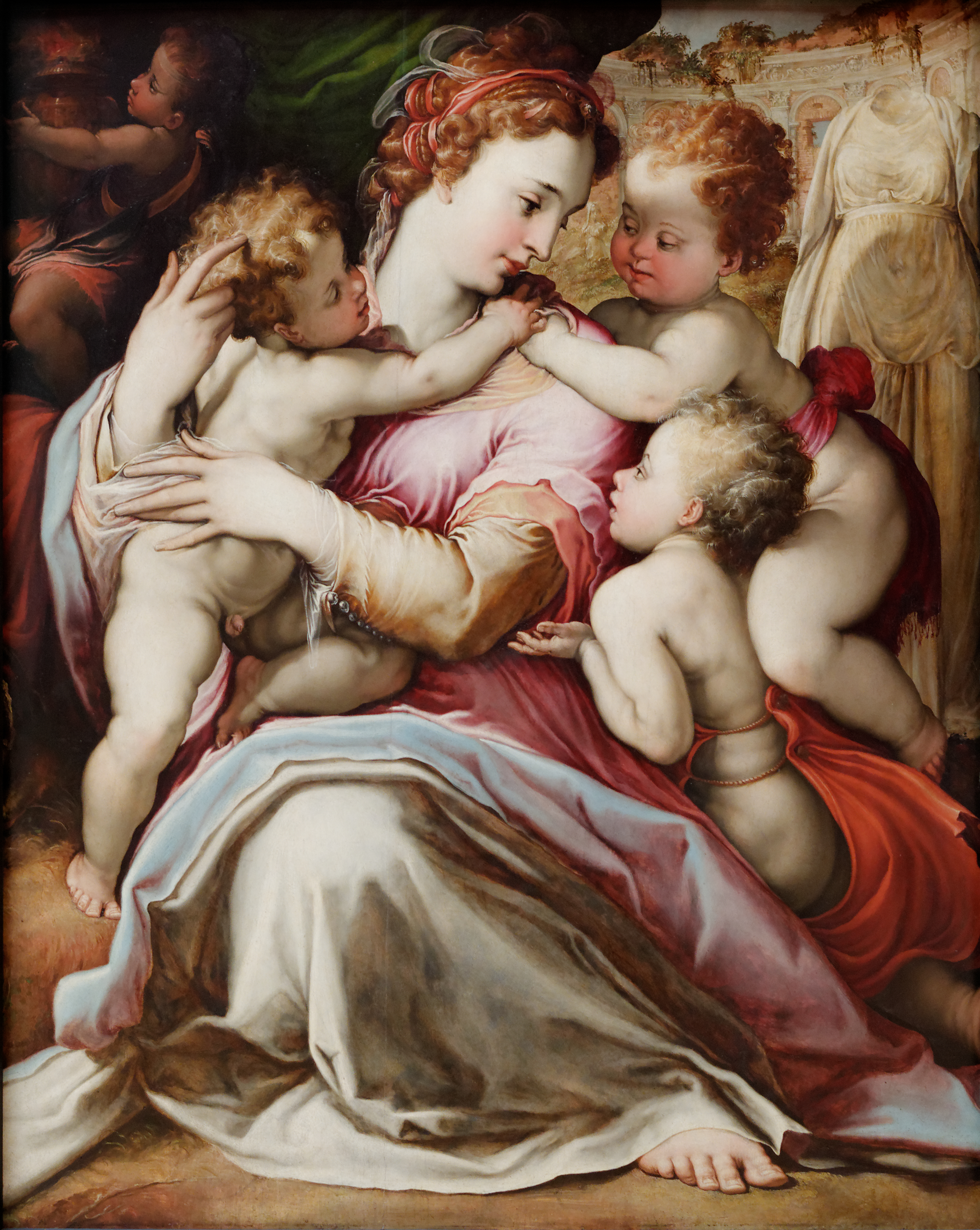
La Charité, Munich, Alte Pinakothek.
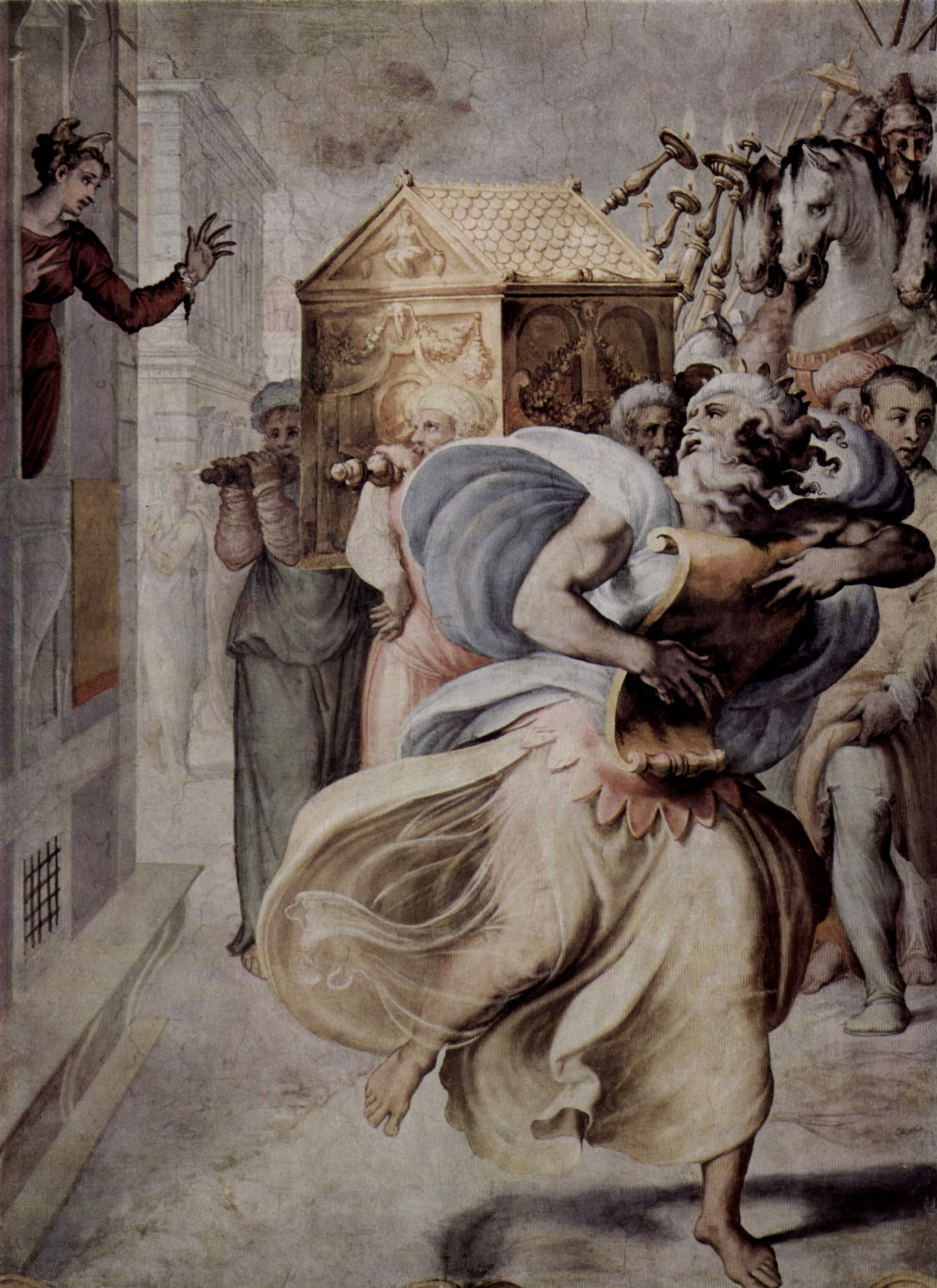
David dansant devant l'Arche d'alliance (1552-1554), fresque, Rome, palais Sacchetti.